# The Pirate's Gospel
Albums de Alela Diane
To Be Still
(2008)
The Pirate's Gospel est le premier album de la chanteuse américaine Alela Diane, auto-produit sur CD-R en 2004 et republié par Holocene Music le 10 octobre 2006.

## Liste des titres
| No  | Titre                  | Durée |
| --- | ---------------------- | ----- |
| 1.  | Tired Feet             | 2:41  |
| 2.  | The Rifle              | 2:43  |
| 3.  | The Pirate's Gospel    | 2:55  |
| 4.  | Foreign Tongue         | 3:21  |
| 5.  | Can You Blame the Sky? | 2:28  |
| 6.  | Something's Gone Awry  | 1:06  |
| 7.  | Pieces of String       | 2:51  |
| 8.  | Clickity Clack         | 3:50  |
| 9.  | Sister Self            | 3:25  |
| 10. | Pigeon Song            | 2:12  |
| 11. | Oh! My Mama            | 4:14  |